# CLDN6
CLDN6 (англ. Claudin 6) – білок, який кодується однойменним геном, розташованим у людей на короткому плечі 16-ї хромосоми. Довжина поліпептидного ланцюга білка становить 220 амінокислот, а молекулярна маса — 23 292.
| 10         |  | 20         |  | 30         |  | 40         |  | 50         |
| ---------- |  | ---------- |  | ---------- |  | ---------- |  | ---------- |
| MASAGMQILG |  | VVLTLLGWVN |  | GLVSCALPMW |  | KVTAFIGNSI |  | VVAQVVWEGL |
| WMSCVVQSTG |  | QMQCKVYDSL |  | LALPQDLQAA |  | RALCVIALLV |  | ALFGLLVYLA |
| GAKCTTCVEE |  | KDSKARLVLT |  | SGIVFVISGV |  | LTLIPVCWTA |  | HAIIRDFYNP |
| LVAEAQKREL |  | GASLYLGWAA |  | SGLLLLGGGL |  | LCCTCPSGGS |  | QGPSHYMARY |
| STSAPAISRG |  | PSEYPTKNYV |  |            |  |            |  |            |

A: Аланін

C: Цистеїн

D: Аспарагінова кислота

E: Глутамінова кислота

F: Фенілаланін

G: Гліцин

H: Гістидин

I: Ізолейцин

K: Лізин

L: Лейцин

M: Метіонін

N: Аспарагін

P: Пролін

Q: Глутамін

R: Аргінін

S: Серин

T: Треонін

V: Валін

W: Триптофан

Кодований геном білок за функціями належить до рецепторів клітини-хазяїна для входу вірусу, рецепторів, фосфопротеїнів. 
Задіяний у такому біологічному процесі, як взаємодія хазяїн-вірус. 
Локалізований у клітинній мембрані, мембрані, клітинних контактах, щільних контактах.